# Дубровное (Мамлютский район)
Дубровное (каз. Дубровное) — село в Мамлютском районе Северо-Казахстанской области Казахстана. Административный центр Дубровинского сельского округа. Код КАТО — 595237100.

## Географическое положение
Расположено в 14 км юго-западнее районного центра — города Мамлютка.
В 6 км к юго-западу от села находится озеро Каскырлы.
Через село проходит автомагистраль Петропавловск — Костанай.

## История
Основано в 1782 году как казачий посёлок, приписанный к станице Становой. Название посёлка произошло от соседней рощи из вековых берёз, которые в Западной Сибири принято называть дубравами. Близ Дубровного в 2-3 верстах располагались зимовки двух казахских аулов Иманалы-Кереевской волости. 
В 1957—1996 годах село являлось центральной усадьбой совхоза «Дубровинский», на базе которого в 1996 году было организовано КП «Дубровинское». В этом совхозе трудился Герой Социалистического Труда Пётр Васильевич Пономарёв.

## Население
В 1999 году население села составляло 1096 человек (536 мужчин и 560 женщин). По данным переписи 2009 года в селе проживал 781 человек (371 мужчина и 410 женщин).